# Biathlon na Zimowych Igrzyskach Olimpijskich 2018 – sztafeta kobiet
Biathlonowa sztafeta kobiet na Zimowych Igrzyskach Olimpijskich 2018 odbyła się 22 lutego w Alpensia Biathlon Centre w Daegwallyeong-myeon. 
Mistrzostwo olimpijskie wywalczyła sztafeta Białorusi w składzie Nadieżda Skardino, Iryna Kryuko, Dzinara Alimbiekawa, Darja Domraczewa. Srebro przypadło Szwedkom, które reprezentowali Linn Persson, Mona Brorsson, Anna Magnusson, Hanna Öberg. Brąz wywalczyły Anaïs Chevalier, Marie Dorin Habert, Justine Braisaz, Anaïs Bescond z Francji.
Polska sztafeta Monika Hojnisz, Magdalena Gwizdoń, Krystyna Guzik, Weronika Nowakowska była 7.

## Terminarz
| Data      | Konkurencja | Godzina rozpoczęcia | Godzina rozpoczęcia |
| Data      | Konkurencja | UTC+09:00           | CET                 |
| --------- | ----------- | ------------------- | ------------------- |
| 22 lutego | Finał       | 20:15               | 12:15               |

## Wyniki
| Poz. | Nr | Reprezentacja     | Zawodnicy                                                             | Strzelanie      | Strzelanie      | Czas zawodnika                  | Strzelanie drużyny | Czas drużyny | Strata  |
| Poz. | Nr | Reprezentacja     | Zawodnicy                                                             | 1               | 2               | Czas zawodnika                  | Strzelanie drużyny | Czas drużyny | Strata  |
| ---- | -- | ----------------- | --------------------------------------------------------------------- | --------------- | --------------- | ------------------------------- | ------------------ | ------------ | ------- |
| 01 ! | 10 | Białoruś          | Nadieżda Skardino Iryna Kryuko Dzinara Alimbiekawa Darja Domraczewa   | 0+0 0+1 0+2 0+0 | 0+2 0+0 0+1 0+3 | 17:35,2 18:08,2 18:52,4 17:27,6 | 0+9                | 1:12:03,4    | –       |
| 02 ! | 3  | Szwecja           | Linn Persson Mona Brorsson Anna Magnusson Hanna Öberg                 | 0+2 0+3 0+2 0+0 | 0+2 0+3 0+0     | 17:35,1 19:16,8 18:25,9 16:56,3 | 0+12               | 1:12:14,1    | +10,7   |
| 03 ! | 2  | Francja           | Anaïs Chevalier Marie Dorin Habert Justine Braisaz Anaïs Bescond      | 0+1 0+3 0+1     | 0+2 0+1 0+3 0+2 | 17:20,8 18:25,6 18:40,6 17:54,0 | 0+14               | 1:12:21,0    | +17,6   |
| 4.   | 7  | Norwegia          | Synnøve Solemdal Tiril Eckhoff Ingrid Landmark Tandrevold Marte Olsbu | 0+0 0+1 0+0     | 0+1 1+3 2+3 0+3 | 17:09,8 18:49,5 19:18,9 17:14,9 | 3+12               | 1:12:33,1    | +29,7   |
| 5.   | 17 | Słowacja          | Paulína Fialková Anastasija Kuźmina Terézia Poliaková Ivona Fialková  | 0+1 0+0         | 0+0 1+3 0+1 0+2 | 17:07,8 18:30,5 18:59,4 18:04,1 | 1+9                | 1:12:41,8    | +38,4   |
| 6.   | 8  | Szwajcaria        | Elisa Gasparin Lena Häcki Selina Gasparin Irene Cadurisch             | 0+1 0+3 0+2     | 0+0 0+2 0+3     | 17:32,8 18:15,5 18:56,7 18:01,9 | 0+16               | 1:12:46,9    | +43,5   |
| 7.   | 9  | Polska            | Monika Hojnisz Magdalena Gwizdoń Krystyna Guzik Weronika Nowakowska   | 0+1 1+3 0+2     | 0+2 0+1 0+3     | 17:29,3 18:18,6 18:30,8 18:28,3 | 1+14               | 1:12:47,0    | +43,6   |
| 8.   | 1  | Niemcy            | Franziska Preuß Denise Herrmann Franziska Hildebrand Laura Dahlmeier  | 0+0 1+3 0+0     | 1+3 0+1         | 17:49,6 19:07,4 18:33,9 17:26,4 | 3+11               | 1:12:57,3    | +53,9   |
| 9.   | 5  | Włochy            | Lisa Vittozzi Dorothea Wierer Nicole Gontier Federica Sanfilippo      | 0+1 2+3 0+3 0+0 | 0+0 1+3         | 16:49,0 18:47,4 18:55,0 18:36,1 | 4+13               | 1:13:07,5    | +1:04,1 |
| 10.  | 11 | Kanada            | Sarah Beaudry Julia Ransom Emma Lunder Rosanna Crawford               | 0+0 1+3 0+1     | 0+3 0+0 0+1     | 18:04,0 18:27,7 19:09,6 17:55,5 | 1+11               | 1:13:36,8    | +1:33,4 |
| 11.  | 4  | Ukraina           | Iryna Warwyneć Wita Semerenko Julija Dżima Anastasija Merkuszyna      | 0+0 0+1 0+2     | 1+3 0+1 0+0     | 18:30,9 19:15,4 17:38,7 18:19,8 | 2+10               | 1:13:44,8    | +1:41,4 |
| 12.  | 6  | Czechy            | Eva Puskarčíková Jessica Jislová Markéta Davidová Veronika Vítková    | 0+1 0+0         | 0+2 2+3 0+2     | 17:21,4 19:56,1 18:57,9 17:44,3 | 4+11               | 1:13:59,7    | +1:56,3 |
| 13.  | 18 | Stany Zjednoczone | Susan Dunklee Clare Egan Joanne Reid Emily Dreissigacker              | 0+0 1+3 0+2     | 0+1 0+0 0+1 0+3 | 16:56,6 18:42,4 19:01,1 19:25,2 | 1+10               | 1:14:05,3    | +2:01,9 |
| 14.  | 14 | Kazachstan        | Galina Wiśniewska Darja Klimina Alina Rajkowa Olga Połtoranina        | 0+0 0+1 0+0     | 0+3 1+3 0+1 0+0 | 17:50,2 19:54,3 18:28,3 18:05,2 | 1+9                | 1:14:18,0    | +2:14,6 |
| 15.  | 13 | Finlandia         | Laura Toivanen Kaisa Mäkäräinen Mari Laukkanen Venla Lehtonen         | 0+1 0+0 0+2 0+3 | 0+0 0+2 2+3 0+2 | 17:36,8 17:45,4 20:09,2 19:05,8 | 2+13               | 1:14:37,2    | +2:33,8 |
| 16.  | 16 | Bułgaria          | Emilija Jordanowa Daniela Kadewa Stefani Popowa Desisława Stojanowa   | 0+0 1+3 0+0     | 1+3 0+1         | 18:24,4 18:33,2 19:27,6 18:12,8 | 2+9                | 1:14:38,0    | +2:34,6 |
| 17.  | 12 | Japonia           | Fuyuko Tachizaki Sari Furuya Rina Mitsuhashi Yurie Tanaka             | 0+0 0+1 0+0     | 0+2 2+3 0+0 0+2 | 17:51,6 19:50,2 18:40,0 19:25,9 | 2+9                | 1:15:47,7    | +3:44,3 |
| 18.  | 15 | Korea Południowa  | Anna Frolina Ekaterina Avvakumova Mun Ji-hee Ko Eun-jung              | 0+2 0+1         | 4+3 0+2 1+3     | 20:32,3 18:33,9 19:24,5 21:49,9 | 6+16               | 1:20:20,6    | +8:17,2 |